# AGM-69 SRAM
Le Boeing AGM-69 SRAM (Short Range Attack Missile) est un missile air-sol nucléaire développé par les États-Unis et en service de 1972 à 1990.

## Description

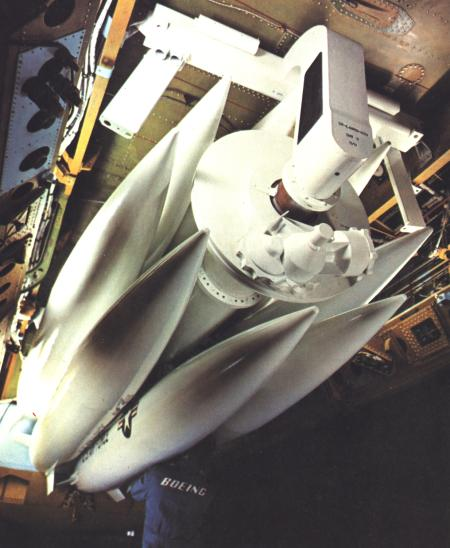
Lanceur rotatif d'un bombardier B-52 équipé de missiles.

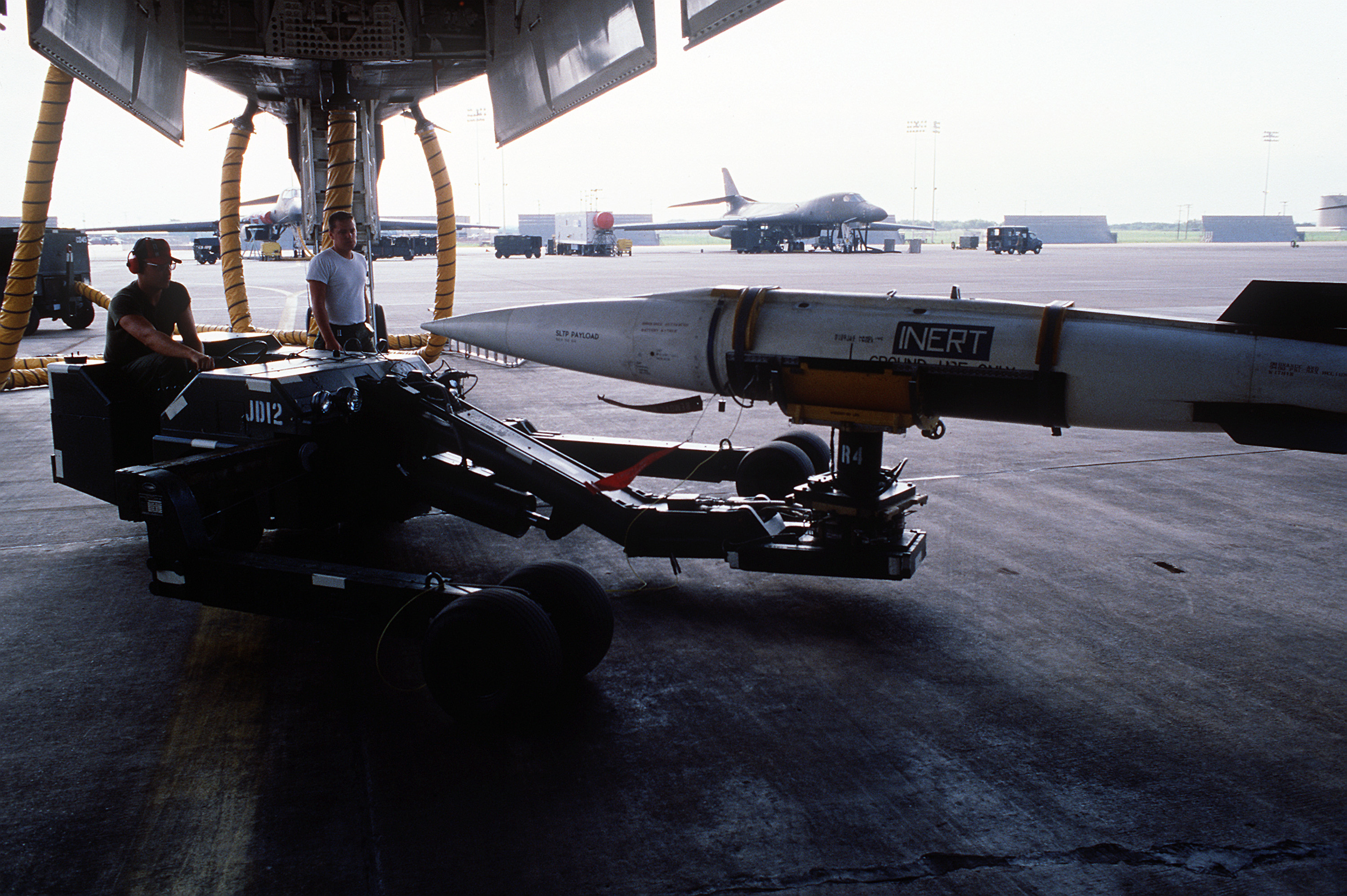
AGM-69A SRAM inerte sous la soute d'un B-1B Lancer.

Conçu par la société Boeing qui remporte le contrat en 1966 , le AGM-69 est destiné à neutraliser les défenses ennemies comme des radars, des batteries de missiles antiaériens, etc. Suivant les besoins, il peut utiliser une trajectoire balistique ou suivre le terrain à basse altitude. Il est guidé par un système composé d'une centrale inertielle, d'un radar altimétrique et d'un ordinateur. Il dispose d'un premier moteur fusée pour la phase d'accélération initiale et l'approche, puis d'un second qui se déclenche à courte distance de l'objectif. La charge militaire est une charge nucléaire W69 d'environ 200 kilotonnes.
Le missile a été mis en service en 1972 et retiré en juin 1990 en raison de l’instabilité des propulseurs avec le temps et des inquiétudes concernant son ogive en cas d'incendie à bord de l'avion.
Plus de 1 200 exemplaires du AGM-69A ont été construits. Une version AGM-69B améliorée devait être développée dans le cadre du programme du B-1B Lancer, mais n'a finalement jamais vu le jour.
La capacité d'emport des bombardiers américains était la suivante :
- 20 pour le B-52 Stratofortress, dont 8 en soute et 6 sous chaque aile
- 6 pour le FB-111A Aardvark, dont 2 en soute et 2 sous chaque aile
- 24 pour le B-1B Lancer.